# Камнік-Савіньські Альпи
46°21′00″ пн. ш. 14°35′00″ сх. д. / 46.35° пн. ш. 14.58333333° сх. д.

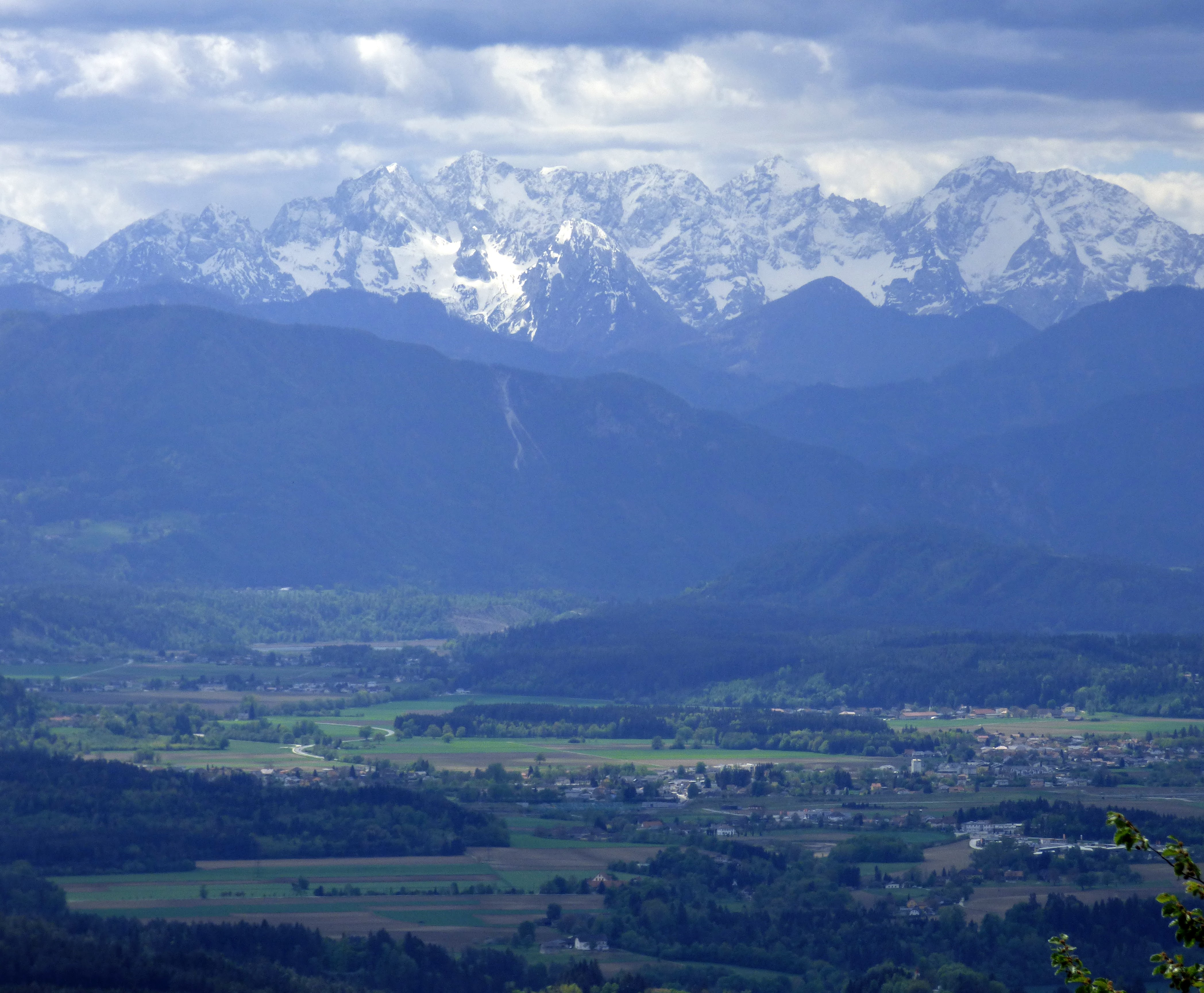
Вид на Камнічні Альпи з великого пасовищного плато

Камніково-Савінські Альпи (словен. Kamniško-Savinjske Alpe) — гірський хребет Південних Вапнякових Альп. Вони лежать на півночі Словенії, за винятком самої північної частини, яка лежить в Австрії.
У 1778 році вченими Белсазаром Хаке та Францом Ксавером фон Вульфеном біля міста Камник (Штейн) у долині річки Камник Бістриця названа західна частина хребта. Східна її частина була названа альпіністом Йоганнесом фон Фрішауфом в 1875 році після поселення Сольчава (Сульцбах) та головної річки, верхня Савінья (Санн) Савінзькі Альпи (Санталер Альпен) або Солчавські Альпи (Сульцбахер Альпен).

## Географія
Камницько-Савінські Альпи розташовані на південь від хребта Караванкс на кордоні Австрії та Словенії, простягаючись від річки Сави на заході до Савіньї на сході, де розташовані сусідні словенські Преалпи з Погорським хребтом, Целлійські пагорби Розташована річка Дравінья, а також пагорби Сави. На північному заході долина Веллак-Крик (при 46 ° 22′21 ″ N 14 ° 33′55 ″ в.д.) веде до Бад Веллах — найпівденніша точка австрійської держави Каринтія та Австрії в цілому.
Весь головний ланцюг сьогодні є частиною Словенії. Історично він формував кордон між Внутрішньоавстрійськими герцогствами Каринтії, Штирії та Карніоли. Тріпоїнт знаходився на горі Каринтія Рінка (словен. Koroška Rinka).
Під горою Скута є невеликий льодовик, який є самим східним льодовиком у Південних Альпах.

## Гори та перевали
- Grintovec — 2558 м (8 392 футів)
- Kočna — 2540 м
- Skuta — 2532 м (8307 футів)
- Ojstrica — 2350 м (7,710 футів)
- Storžič — 2132 м (6,995 футів)
- Планьява — 2394 м
- Брана — 2553 м
- Гора Карінтія Рінка — 2433 м (7 982 футів)
- Холодна гора — 2023 м (7288 футів)
- Krofička — 2083 м (6,834 футів)
- Хребет Кальце — 2224 м (7,297 футів)

Загалом 28 вершин перевершують 2000 м. Загальна площа словенської частини становить близько 900 км². Приблизно три чверті поверхні вкриті лісом, а багато вищих вершин похмурі та скелясті.
Найважливішими переходами є Зебергсаттель (словен. Jezersko sedlo) між Австрійською Каринтією та муніципалітетом Словенії Єзерско, а також перевал Павліч. На словенській стороні є гірськолижна зона, тоді як туризм в долині Веллаха зосереджений на лікувальних курортах.

## Gallery

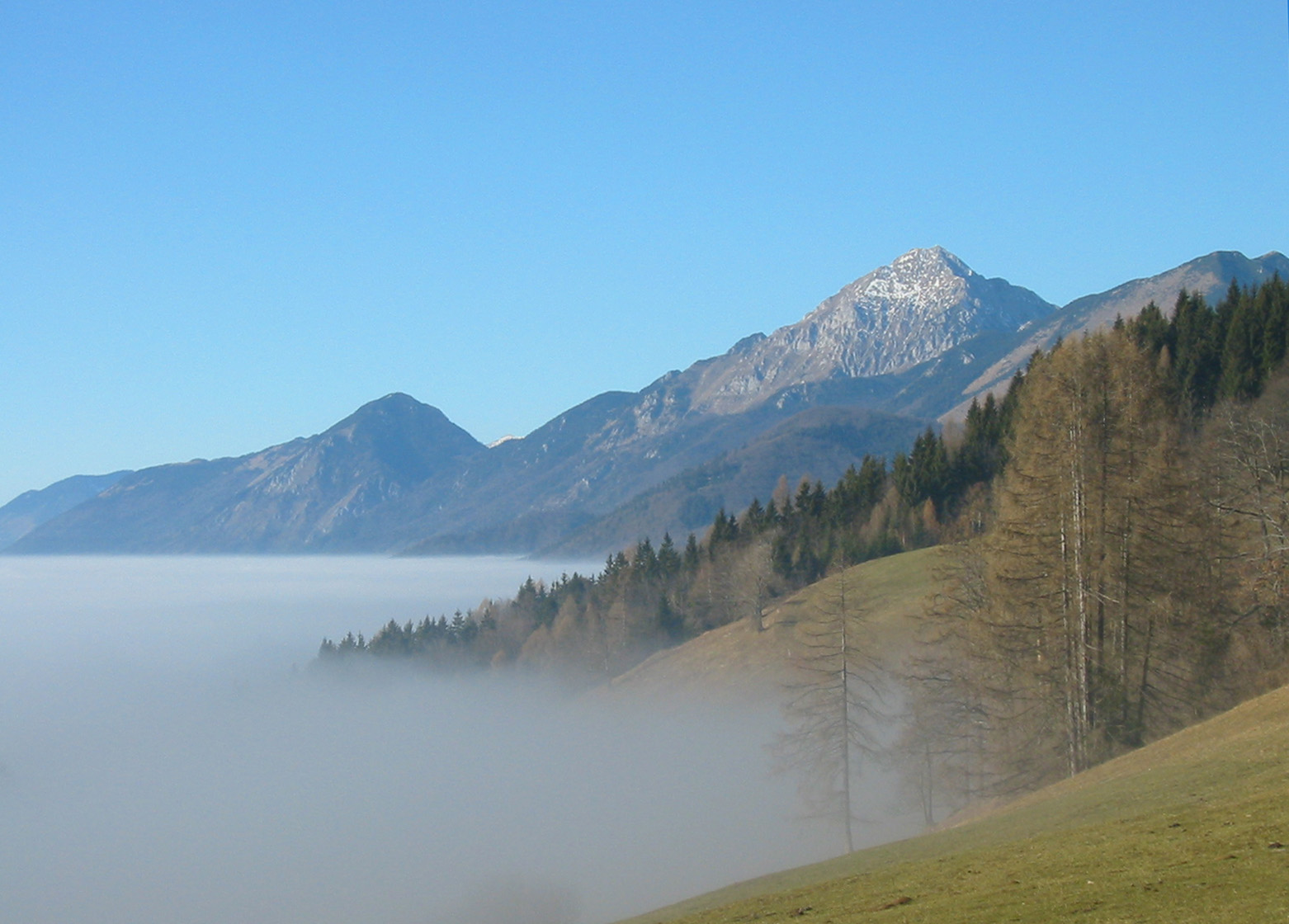
Камнік — Савінські Альпи. Найвища вершина картини — Сторжич
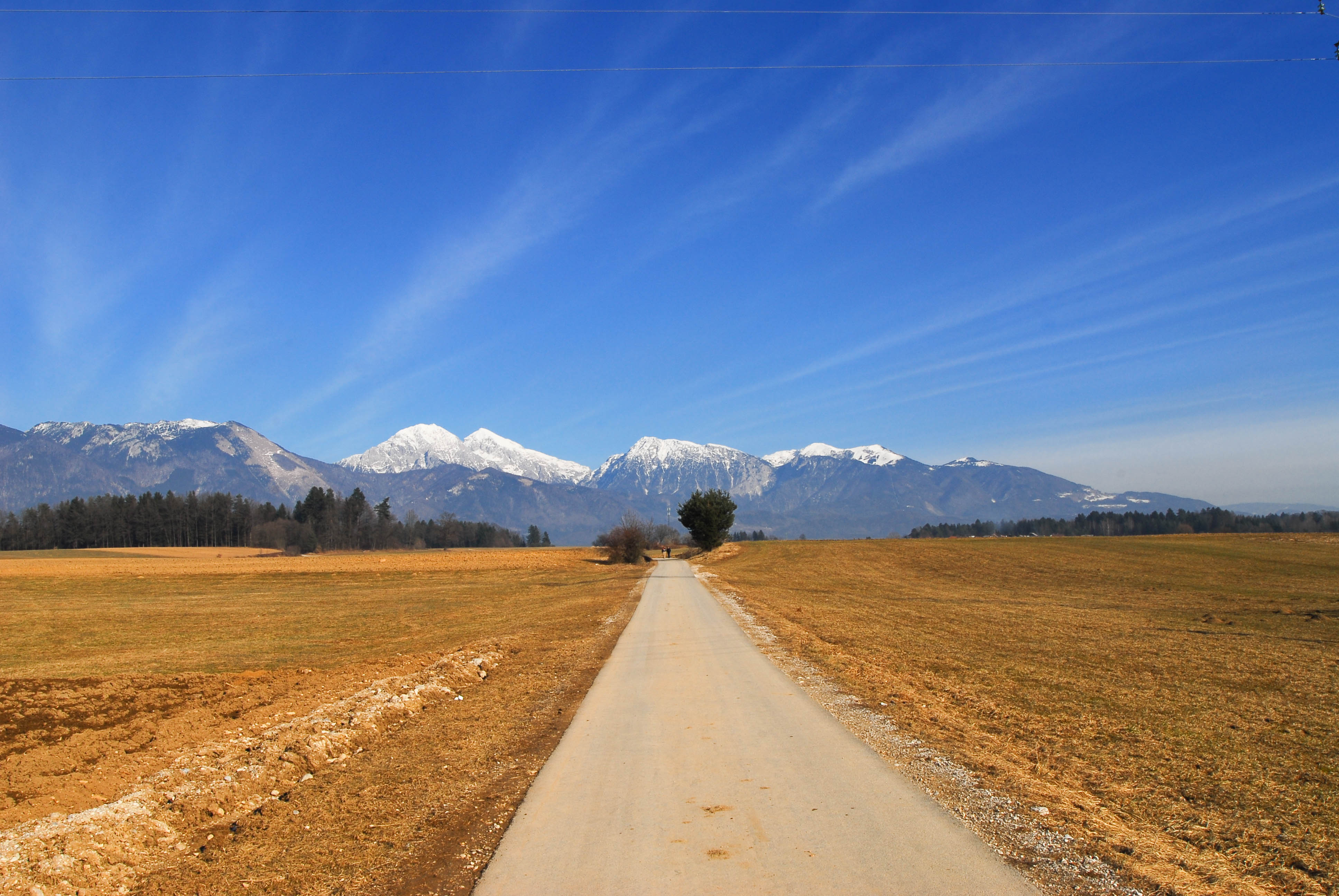
Камнік-Савінські Альпи, як видно з Кран
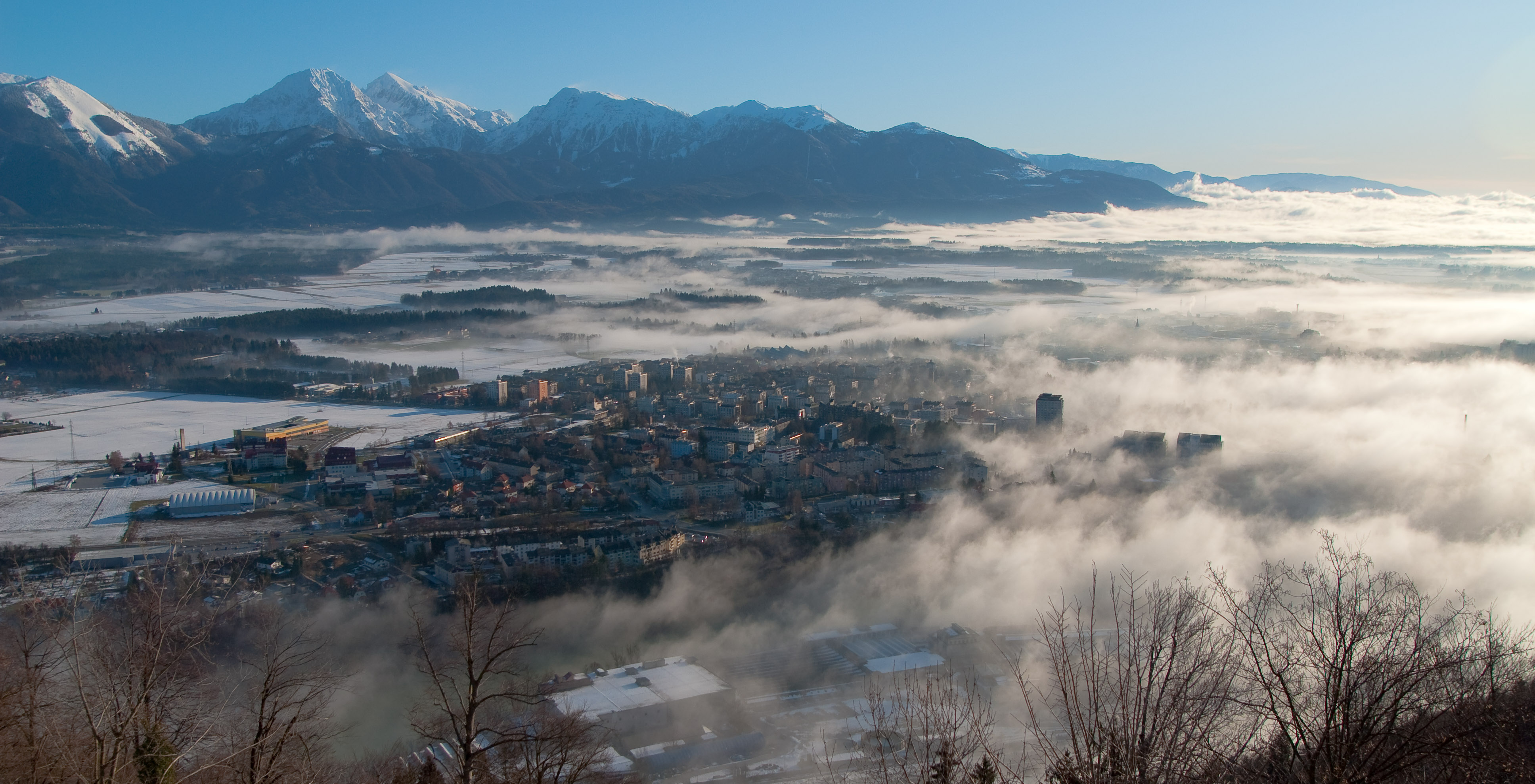
Кран та Камнік-Савіньські Альпи на задньому плані
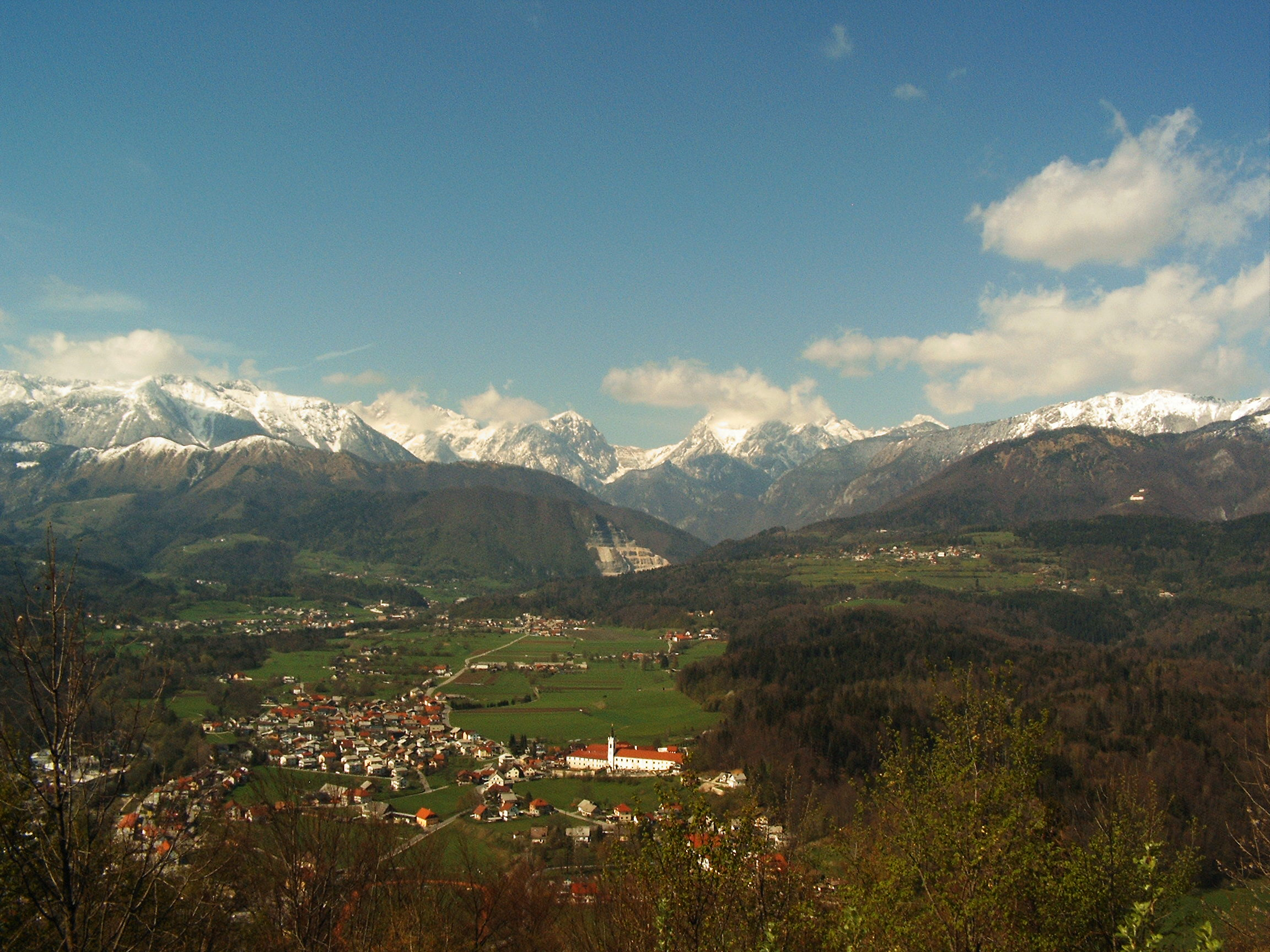
Частина Камнік-Савінських Альп із північним передмістям Камника на передньому плані